# 拉维龙
拉维龙（法語：Laviron，法語發音：[laviʁɔ̃]）是法国杜省的一个市镇，属于蓬塔利耶区。

## 地理
拉维龙（47°15'22"N, 6°33'7"E）面积19.92 平方千米，位于法国勃艮第-弗朗什-孔泰大區杜省，该省份为法国东部内陆省份，北起上索恩省，西接汝拉省，东部及东南部与瑞士接壤，东北部与贝尔福地区省接壤。
与拉维龙接壤的市镇（或旧市镇、城区）包括：皮埃尔方丹莱瓦朗、桑塞、叙尔蒙、贝勒埃尔布、热尔梅方丹、朗德雷斯。

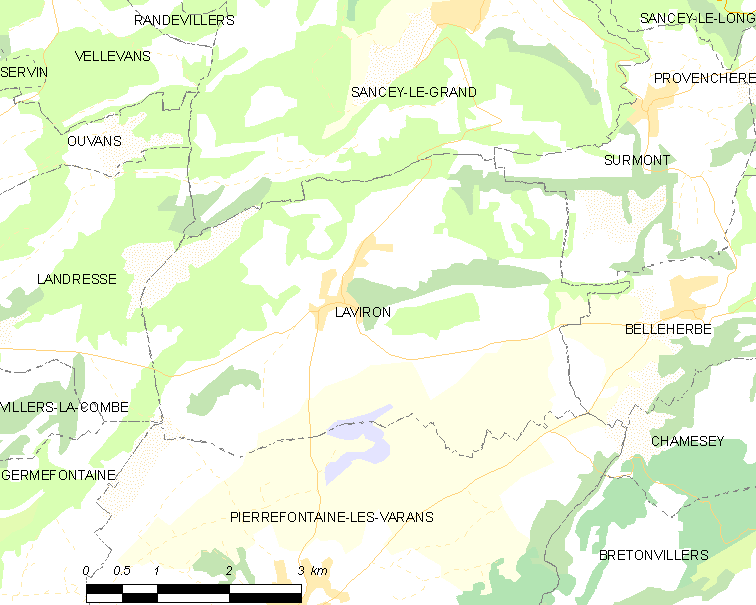
拉维龙的OSM定位图

拉维龙的时区为UTC+01:00、UTC+02:00（夏令时）。

## 行政
拉维龙的邮政编码为25510，INSEE市镇编码为25333。

## 政治
拉维龙所属的省级选区为瓦尔达翁县。

## 人口

1962-2008年间拉维龙人口变化图示

拉维龙于2022年1月1日时的人口数量为352人。